# Mauzoleum w Oleśnicy Małej
Mauzoleum rodziny York von Wartenburg w Oleśnicy Małej – mauzoleum z XIX w.  w Oleśnicy Małej; wpisane do rejestru zabytków nieruchomych województwa dolnośląskiego.
Mauzoleum położone w parku, 300 metrów od pałacu zostało zbudowane na polecenie Hansa Ludwiga Dawida Yorcka von Wartenburg (1805–1865) w kształcie neogotyckiej ośmiobocznej budowli o średnicy  9 m. Nad otworem wejściowym umieszczony jest herb rodziny Yorck von Wartenburg. Pod tarczą znajduje się wstęga z sentencją  w j. łac. NEC CUPIAS, NEC METUAS (Nie pożądaj, nie bój się).
W mauzoleum pochowani są m.in.:
- Johann David Ludwig Graf Yorck von Wartenburg (1759–1830), jego żona
  - Johanna Henrietta Seidel (1768–1827)[4], ich dzieci:
    - Heinrich Yorck von Wartenburg (1799–1815)
    - Johanna Berta (1801–1819) żona Josepha Grafa von Hoverdena-Plenckena[5]
- Hans Ludwig David Paul Yorck von Wartenburg(inne języki) (1835–1897)[6], jego syn:
  - Hans Ludwig David Paul Heinrich Yorck von Wartenburg(inne języki) (1861-1923)[7]

Wokół mauzoleum znajdują się trzy płyty nagrobne:
- Maximiliana Yorcka von Wartenburga(inne języki) (12.06.1850–27.11.1900)[8][9][10]
- Hansa Ludwiga Davida Yorcka von Wartenburga(inne języki) (16.10.1861-24.02.1923)[11] i jego syna:
  - Hansa Ludwiga Davida Alberta Yorcka von Wartenburga (29.09.1909–9.09.1939)[12][13]

Herb rodziny Yorck von Wartenburg
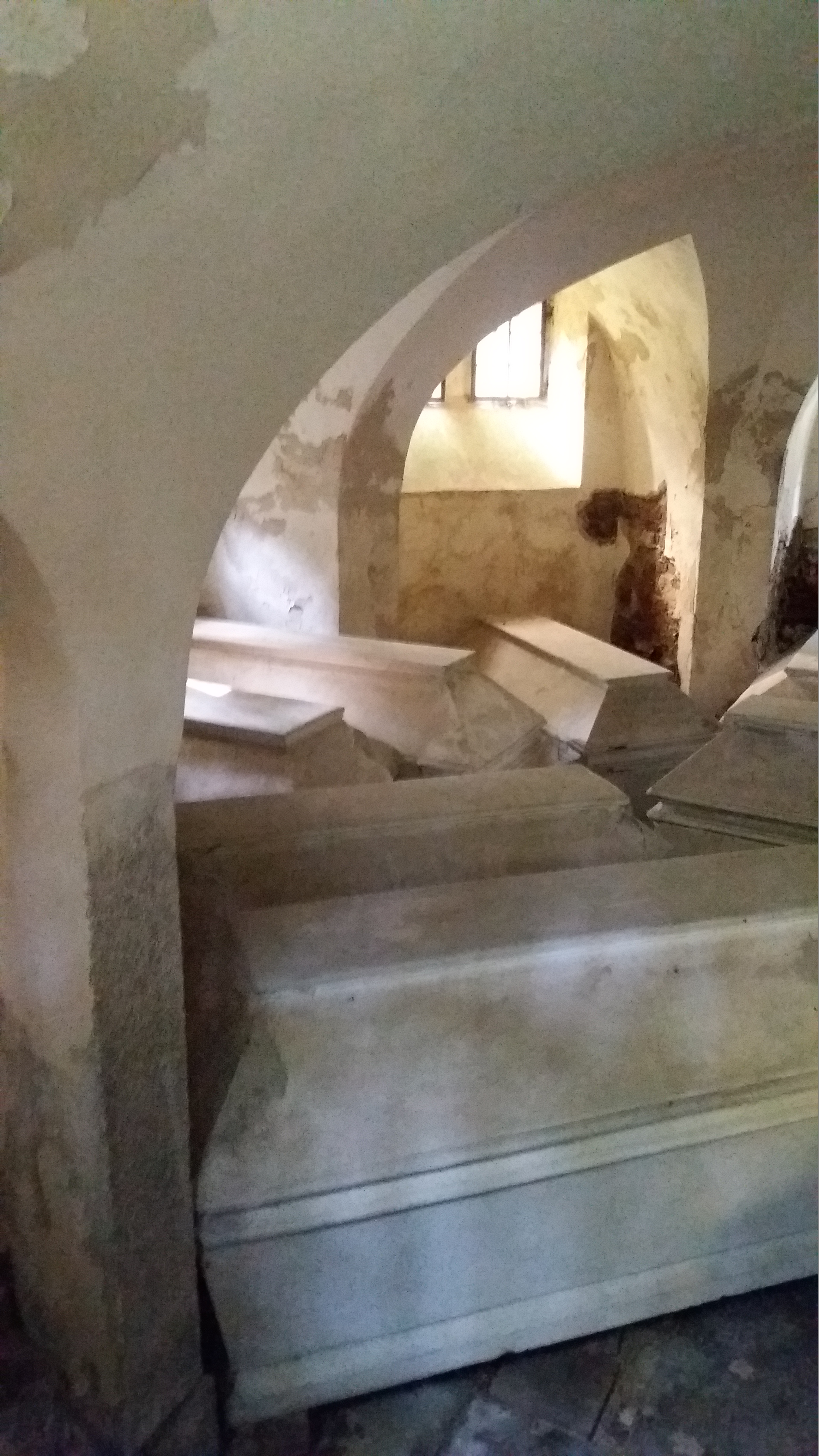
Trumna Paula Yorcka Wartenburga (1835–1897)
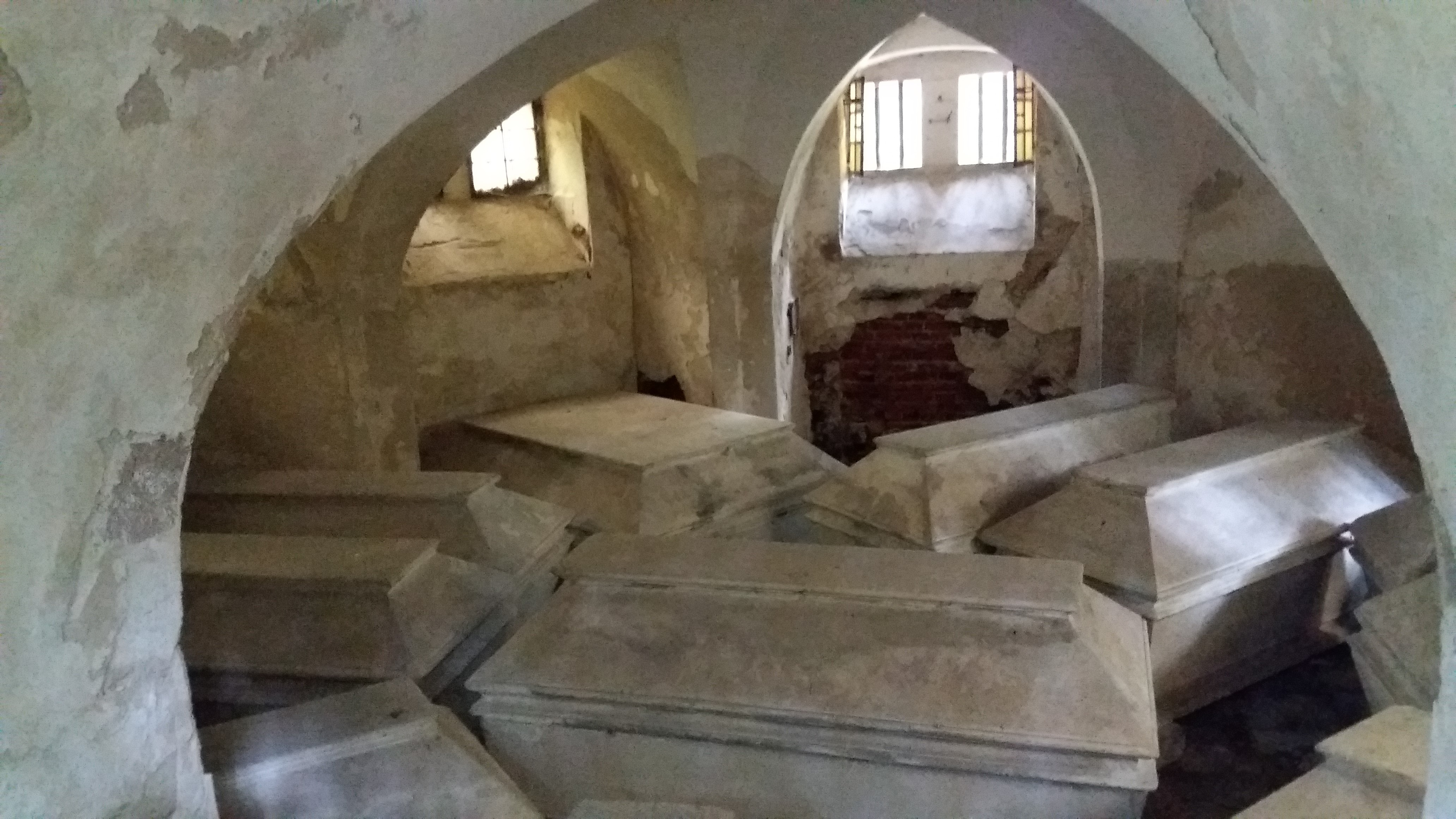
Trumny m.in. Hansa Wartenburga (1805–1865)
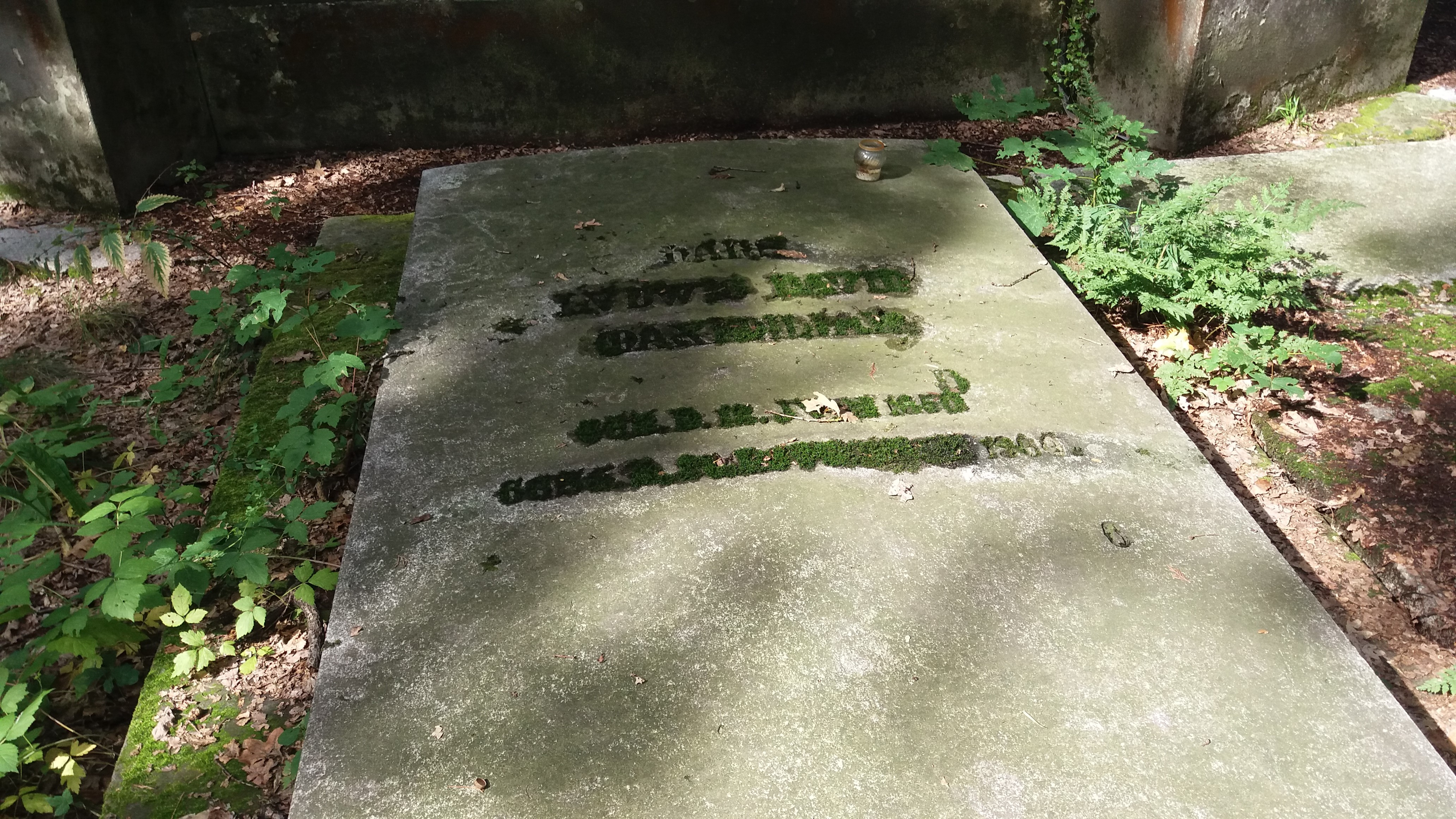
Grób Maximiliana von Wartenburga (1850–1900)

Zabytkowy obiekt jest częścią zespołu klasztornego joannitów, później pałacowego z XVII-XX w., w skład którego wchodzą jeszcze:
- Pałac w Oleśnicy Małej
- kościół pw. św. Wawrzyńca
- park.